# Miloš Frýba for president
Miloš Frýba for president (nebo jen krátce Oi!) je hudební album skinheadské skupiny Orlík vydané v roce 1990. Obsahuje devatenáct písní napsaných Danielem Landou, Davidem Matáskem a Ádou Vitáčkem.
Tyto Oi! písně většinou oslavují skinheadský způsob života, ale nachází se na něm i píseň, která oslavuje Jana Žižku, z jehož odvahy by si podle kapely měli vzít Češi příklad.
Album však také obsahuje písně obsahující rasismus a xenofobii. Například první píseň alba, pojmenovaná Álíb agil (pozpátku „Bílá liga“) má rasistický podtext – opěvuje „bílou ligu“ a „bílou sílu“. Slova písně jsou však na desce zpívána pozpátku. Na albu ale lze také vyslechnout protifašistickou píseň Faschos.

## Písně
Napsal Daniel Landa, Adolf Vitáček a David Matásek
1. Álíb agil (1:31)
2. Noční kluby (2:04)
3. Skinhead (2:03)
4. Zahrádka (2:54)
5. OI! OI! OI! (1:32)
6. Perník (1:27)
7. Orlík (1:45)
8. Faschos (1:20)
9. Skinheadskej stát (2:46)
10. Bílej jezdec (3:20)
11. Pivečko (1:47)
12. Euroskin (2:18)
13. Zelený krávy (1:49)
14. My proti nám (2:49)
15. Čech (1:44)
16. Vozová hradba (2:06)
17. Viktorka Žižkov (1:49)
18. Karel G. mit uns (1:56)
19. Pánové (0:04)

## Sestava skupiny
- Daniel Landa - zpěv
- David Matásek - kytara
- Jakub Maleček - baskytara
- Jan Limburský - bicí